# Sayonara (álbum)
Sayonara es el tercer álbum de estudio del cantante puertorriqueño Álvaro Díaz. Fue publicado el 17 de mayo de 2024 bajo la discográfica Universal Music Latino y contiene 20 sencillos, entre ellos colaboraciones con artistas como Feid, Mora, Quevedo, o Rauw Alejandro entre otros.

## Antecedentes y lanzamiento
Álvaro Díaz anunció Sayonara en 2021, tras la publicación de “Felicilandia”, su segundo álbum de estudio. Entre 2022 y 2023 publicó 6 sencillos pertenecientes al álbum, 7 contando el tema “SUPRA 94TRO” que finalmente no incluyó en Sayonara.
El primer sencillo fue “RAMONA FLOWERS”, lanzado en agosto de 2022. Tras haber lanzado 4 sencillos, en 2023 Álvaro Díaz explicó que por motivos de la discográfica el lanzamiento de Sayonara se ralentizaría, por lo que en su lugar lanzó un EP de tres canciones que incluye los temas “POKE FREESTYLE”, “SUKI” con RaiNao y “PLN”. Entre octubre y noviembre de 2023 continuó lanzando otros dos sencillos: “FATAL FANTASSY” junto al productor Tainy y “QUIZÁS SÍ QUIZÁS NO” junto a Quevedo.
En marzo de 2024 lanzó el videoclip de un séptimo sencillo, “BYAK” junto a Rauw Alejandro. Finalmente el 28 de abril de 2024, Álvaro anunció la fecha de lanzamiento de Sayonara a través de sus redes sociales.

## Listado de canciones
| N.º | Título                                    | Duración |  |
| 1.  | «TE VI EN MIS PESADILLAS»                 | 2:37     |  |
| 2.  | «KAWA»                                    | 2:25     |  |
| 3.  | «GATITAS SANDUNGUERAS (VOL.1)» (con Feid) | 2:12     |  |
| 4.  | «PLN»                                     | 2:46     |  |
| 5.  | «FATAL FANTASSY» (con Tainy)              | 2:29     |  |
| 6.  | «LENTITO»                                 | 3:24     |  |
| 7.  | «1000CANCIONES» (con Sen Senra)           | 4:07     |  |
| 8.  | «BYAK» (con Rauw Alejandro)               | 3:37     |  |
| 9.  | «SIN PODERES» (con Young Cister)          | 3:27     |  |
| 10. | «MAMI 100PRE SABE (INTERLUDE)» (con Nsqk) | 2:18     |  |
| 11. | «EN PR NO HACE FRÍO» (con paopao)         | 3:02     |  |
| 12. | «A MI NOMBRE» (con Mora)                  | 3:29     |  |
| 13. | «QUIEN TE QUIERE COMO EL NENE»            | 3:04     |  |
| 14. | «MAJIN BUU»                               | 2:57     |  |
| 15. | «YOKO»                                    | 3:28     |  |
| 16. | «QUIZÁS SÍ QUIZÁS NO» (con Quevedo)       | 3:24     |  |
| 17. | «RAMONA FLOWERS»                          | 3:01     |  |
| 18. | «FUNERAL» (con Arón Piper)                | 2:30     |  |
| 19. | «GOLDEN GUN»                              | 4:12     |  |
| 20. | «NO LLORES SI ME VOY»                     | 2:41     |  |